# أوزفالدو رودريغيز
أوزفالدو رودريغيز (بالإسبانية: Osvaldo Rodríguez Flores)‏ (17 ديسمبر 1990 في كوستاريكا - ) هو مدرب كرة قدم ولاعب كرة قدم كوستاريكي في مركز الوسط. شارك مع منتخب كوستاريكا لكرة القدم. أما مع النوادي، فقد لعب مع نادي ألاجولينسي وسانتوس دي جوابيلز ‏.

## وصلات خارجية
- أوزفالدو رودريغيز على موقع الاتحاد الدولي (مؤرشف)  (الإنجليزية)
- أوزفالدو رودريغيز على موقع قاعدة بيانات كرة القدم.إي يو (الإنجليزية)
- أوزفالدو رودريغيز على موقع ناشيونال فوتبول تيمز (الإنجليزية)
- أوزفالدو رودريغيز على موقع Soccerway.com (الإنجليزية)